# Amedeo Biavati
Amedeo Biavati (Bolonha, 4 de abril de 1915 - Bolonha, 22 de abril de 1979) foi um futebolista Italiano. Jogava como ponta-direita e foi titular da seleção de seu país na Copa do Mundo FIFA de 1938, fornecendo a assistência para o último gol da final.
A nível de clubes, defendeu durante quase toda a sua carreira profissional, entre 1932 e 1948, o time de sua cidade, ganhando quatro vezes o campeonato italiano pelo Bologna. É naturalmente considerado um dos maiores jogadores da equipe, que foi campeã apenas outras três vezes e uma única depois da década de 1940. Foi um dos dois representantes do time nos titulares da seleção campeã mundial de 1938, ao lado do uruguaio Miguel Andreolo.

## Carreira

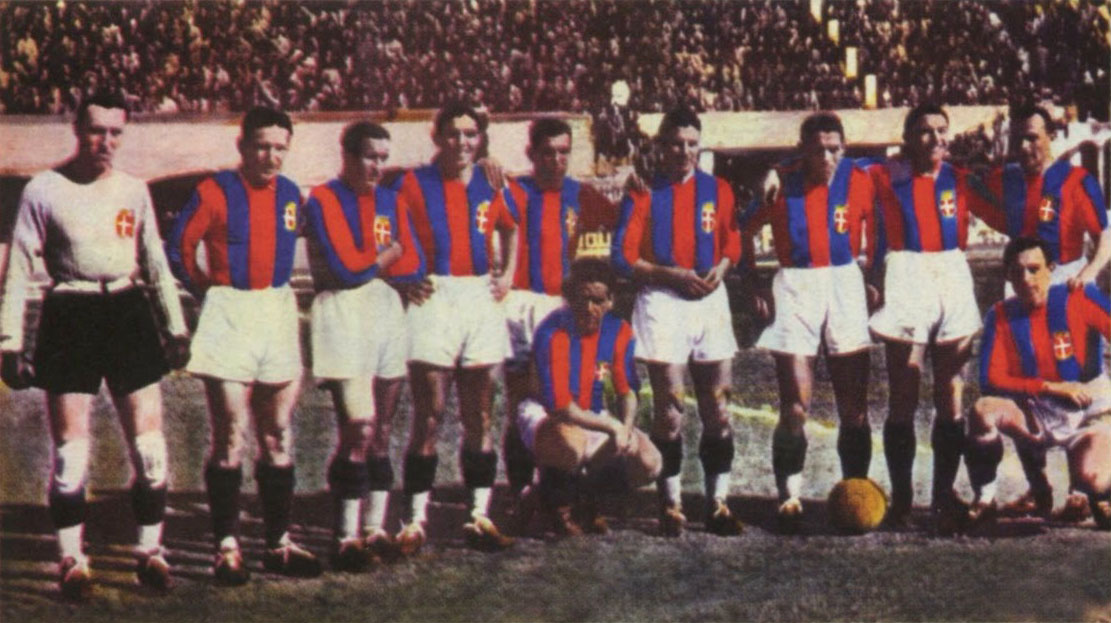
O Bologna vencedor do campeonato italiano de 1936-37. Biavati é o último jogador em pé, da esquerda para a direita.

Biavati estreou no time principal do Bologna em 1932, aos 17 anos. Na época, a equipe já era forte e apelidada de "time que faz a Terra tremer", tendo campeonatos italianos, ambos na década de 1920. Marcou duas vezes em vitória fora de casa por 3-0 sobre o Milan na temporada 1932-33 da Serie A; na seguinte, a de 1933-34, marcou um único gol em todo o campeonato.[carece de fontes?] Naquele ano, acabou ainda em 1934 emprestado ao Catania.
A equipe da Sicília disputou a segunda divisão na temporada 1934-35, terminando na terceira colocação, sem ser promovida.[carece de fontes?] Foi a única temporada de Biavati por outro clube, regressando ao Bologna em 1935. O clube logo voltou a ser campeão, conseguindo o bicampeonato seguido das temporadas 1935-36 e 1936-37. Biavati estreou pela seleção italiana já na Copa do Mundo FIFA de 1938, na partida contra a França.[carece de fontes?]
O técnico Vittorio Pozzo havia ficado insatisfeito com o rendimento italiano na partida anterior, a estreia contra a Noruega, inserindo Biavati na vaga que havia sido de Pietro Pasinati. A partida contra os noruegueses, formados por atletas amadores, havia decepcionando quem esperava por uma goleada dos profissionais italianos, que ganharam apenas por 2-1. Biavati não saiu mais nos jogos seguintes. Sua estreia foi na ocasião em que a Azzurra na realidade vestiu-se toda de preto em função da adversária, a seleção anfitriã, também usar o azul. A alteração não deixou de ser polêmica em função da cor alternativa ser associada ao fascismo.
Na decisão, Biavati teve participação ativa no gol que abriu o placar. Os italianos conseguiram recuperar a bola em um escanteio cobrado pela Hungria. Biavati recebeu a bola do médio Pietro Serantoni e correu por trinta metros, desviando de Gyula Lázár e, na chegada de Sándor Bíró, tocou a Giuseppe Meazza. Este então repassou a bola a Gino Colaussi, que acertou um chute forte e cruzado para abrir o marcador. Os húngaros conseguiram o empate apenas dois minutos depois, mas não chegaram a aparentar maior ameaça ao título italiano, mesmo quando diminuíram o placar para 3-2 ainda a 15 minutos do segundo tempo. Aos 37 da etapa final, veio o quarto gol da Itália. No lance, Biavati cruzou para trás e Silvio Piola, que chegava pelo meio, conseguiu mesmo prensado acertar o canto direito de Antal Szabó.

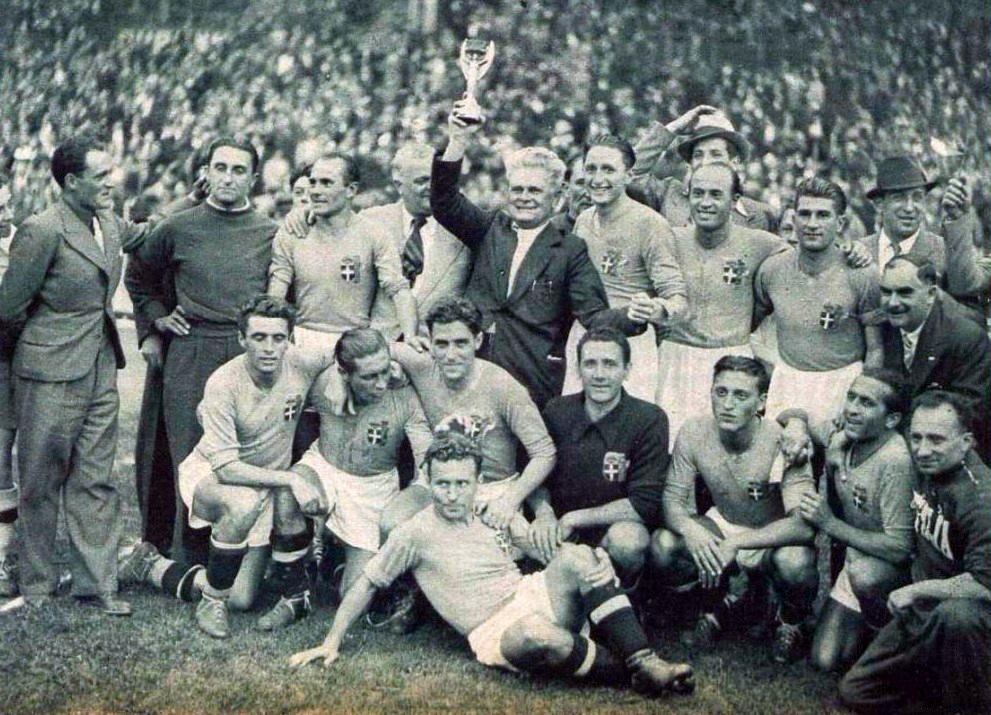
O treinador Vittorio Pozzo com a taça Jules Rimet, rodeado por seus jogadores após a final da Copa do Mundo FIFA de 1938. Biavati é o primeiro jogador em pé, da esquerda para a direita.

Na temporada que se seguiu ao mundial, o Bologna de Biavati voltou a ser campeão italiano, no campeonato de 1938-39.[carece de fontes?] Em paralelo, o jogador conseguiu marcar seus primeiros gols pela seleção, em três exibições seguidas - o único do 1-0 sobre a França em Nápoles, em 4 de dezembro de 1938; um 3-2 sobre a Alemanha em Florença, em 26 de março de 1939; e outro em empate em 2-2 em Milão contra a Inglaterra,[carece de fontes?] resultado honroso em contexto no qual os ingleses abdicavam de participar das Copas do Mundo FIFA, julgando-se de direito a melhor seleção do planeta.
O Bologna foi novamente campeão na temporada 1940-41; a equipe depois só voltou a vencer o campeonato uma outra vez, na temporada 1963-64. Na época, os seis títulos faziam do clube o terceiro maior campeão do país, abaixo dos sete de Juventus e Pro Vercelli e dos nove do então recordista Genova, estando acima dos cinco de Internazionale (Ambrosiana) e dos três do Milan. Biavati seguiu na seleção italiana, embora não tenha disputado partidas entre 1942 e 1945, período de agravamento da Segunda Guerra Mundial em solo italiano.[carece de fontes?]
Biavati jogou pela última vez pela Itália em 9 de novembro de 1947, em derrota de 5-1 para a Áustria em Viena. Ao todo, foram dezoito partidas e oito gols, incluindo dois 4-4 contra a Suíça em Zurique em 11 de novembro de 1945 e outro em 5 de abril de 1942 em Gênova sobre uma seleção independente da Croácia, na época separada da Iugoslávia como um estado independente fantoche do Eixo nazista.[carece de fontes?]
Parou de jogar profissionalmente em 1948, mantendo-se ativo por pequenas equipes semiprofissionais. Faleceu em abril de 1979, aos 64 anos, seis meses antes do ex-colega Meazza.

## Títulos

### Bologna
- Campeonato Italiano: 1935-36, 1936-37, 1938-39 e 1940-41

### Seleção Italiana
- Copa do Mundo FIFA: 1938